# Kiss József (lelkész, 1816–1905)
Kiss József (Kapoly, 1816. október 22. – Somogyendréd, 1905. május 19.) református lelkész, főhadnagy, százados.

## Élete
Kiss Péter tanító és Tarnóczy Erzsébet fia. Egyéves korában szülei Somba mentek lakni, ahol apját jegyzőnek választották. Kiss a pápai református főiskolában kezdte tanulását; onnan Gyönkre vitték szülei a német nyelv miatt, majd ismét Pápán folytatta és ott be is végezte középiskoláit. Azután a teológiára iratkozott be, melynek végezte után Csepre ment akadémiai rektornak három évre. Innen Halász Péter gyóni földbirtokos házához került nevelőnek. Ezen idő alatt 1845-ben letette a papi vizsgát és Gyónon segédlelkész is volt. Innen Felsőiregbe, majd Dunapatajra rendelték; utóbbi helyen helyettes lelkész volt, amikor az 1848-as szabadságharc kitört, és Pestre ment; magával vitt 45 dunapataji fiút és kilenc kecskeméti fiút; beállottak honvédnek. Kisst a 17. zászlóaljba sorozták mint őrmestert, december 14-én hadnagy és a tápióbicskei csata után 1849. március 24-én főhadnagy lett; részt vett az ostromban Buda vár bevételénél és a debreceni csata után Nagysándor József tábornok kinevezte századosnak. A világosi fegyverletétel után augusztus 27-én haza ment szüleihez Somba. 1850. január 20-tól március 12-ig bujdosott az országban; ekkor tudta meg az okleveles lelkészeknek adott amnesztiát és elfoglalta a somi segédlelkészi állást; azon év május 13én kazsoki lelkésznek nevezték ki és 1862-ben Somogyendrédre helyezték át, itt is hunyt el 1905. május 19-én hajnali 2 órakor aggkori végkimerülésben. Neje Dobner Sarolta volt.
Cikkei a Honvédben (1870. 12. sz. Hentzi halála), a Függetlenségben (1885. 70. sz. A debreczeni honvédsír, 1886. 160. sz. Hentzi halála, 1887. 128. sz. Kik vették be Budavárát)